# ملة خان (مقاطعة دلفان)
ملة خان (بالفارسية: مله خان) هي قرية تقع في قسم ميربغ الجنوبي الريفي (مقاطعة دلفان) في إيران. يقدر عدد سكانها بـ 870 نسمة بحسب إحصاء 2016.